# Neastacilla pallidocula
Neastacilla pallidocula är en kräftdjursart som beskrevs av Oleg Grigor'evich Kussakin och Galina S. Vasina 1990. Neastacilla pallidocula ingår i släktet Neastacilla och familjen Arcturidae. Inga underarter finns listade i Catalogue of Life.